# Le Pont de Waterloo
Le Pont de Waterloo ou Waterloo Bridge est une série de 41 tableaux de Monet peints entre 1900 et 1904. Ils représentent le pont de Waterloo à Londres sous différentes atmosphères. Il s'agit de l'ancien pont de Waterloo construit entre 1811 et 1817 sur la Tamise par John Rennie. Des problèmes de stabilité sont à la cause de sa fermeture au trafic en 1924 et conduisent à sa destruction et reconstruction entre 1936 et 1942 par Sir Giles Gilbert Scott. 

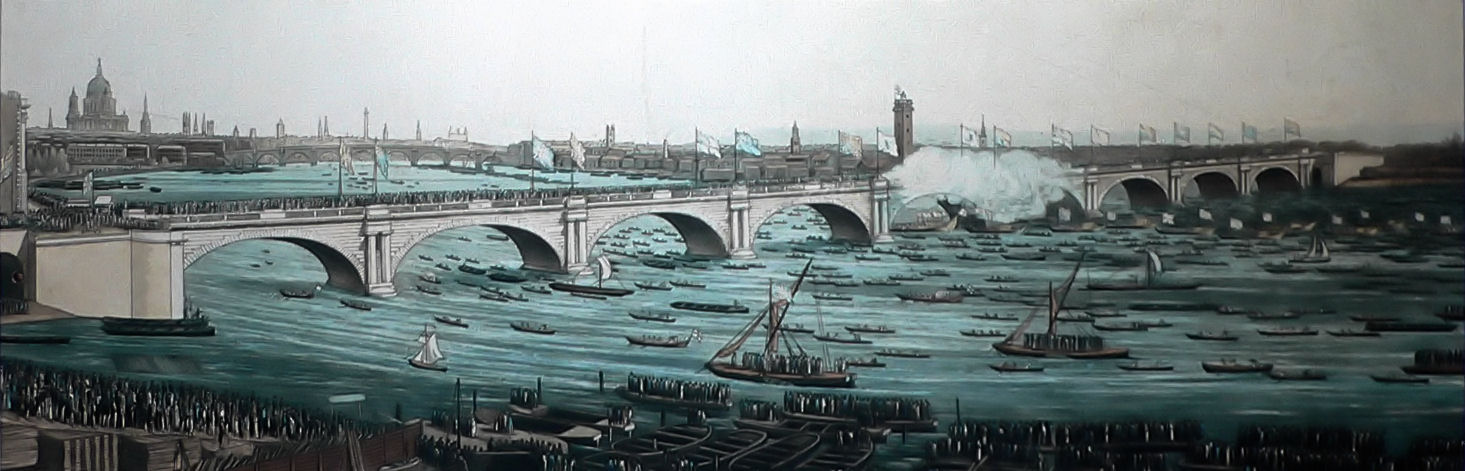
Le pont de Waterloo lors de son inauguration le 18 juin 1817 (Augustus Charles Pugin), Yale Center for British Art

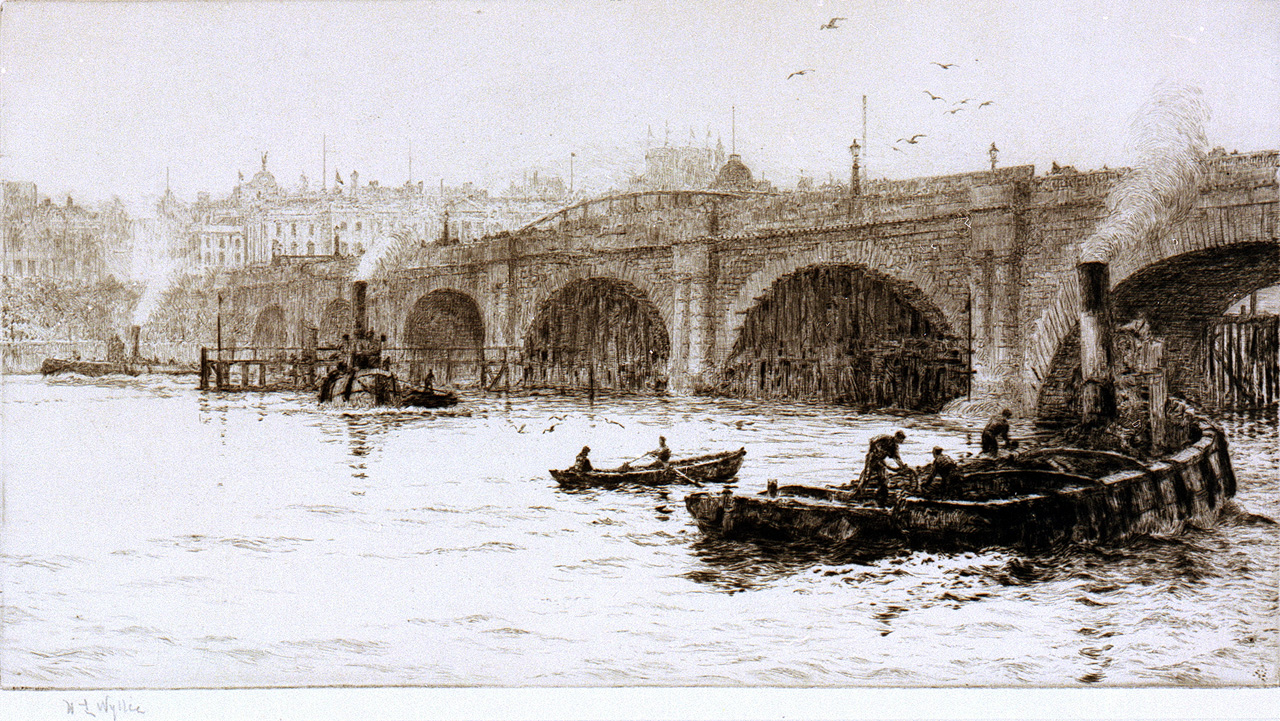
Ancien pont de Waterloo vu de la rive sud (c. 1920) par W. L. Wyllie (Royal Museums Greenwich)

Avec les séries du pont de Charing Cross et du Parlement de Londres, la série de Waterloo Bridge fait partie d'un plus grand ensemble désigné « série de Londres », un des plus vastes groupes de peintures réalisés par Monet (plus d'une centaine).

## Contexte
Monet voyage à Londres pour la première fois en 1870, durant la guerre franco-prussienne qui sévit en France. Monet y devient alors amoureux de la ville et souhaite y revenir un jour[réf. souhaitée]. Sa fascination pour Londres se porte principalement sur les effets de brouillard ("smog" en anglais ), résultat de la pollution due à la Révolution industrielle.
Certains écrivains lancent l'hypothèse que Monet aurait également été inspiré par ses contemporains J. M. W. Turner et James Abbott McNeill Whistler, qui étaient tout aussi séduits que lui par l'ambiance de Londres et ses effets atmosphériques,. En 1899, Monet retourne à Londres et loue une chambre au Savoy Hotel, qui lui offre un vaste point de vue pour commencer sa série de Londres.
Entre 1899 et 1905, Monet voyage périodiquement à Londres pour s'adonner à la peinture. Il peint à plusieurs reprises le Waterloo Bridge et crée d'autres tableaux représentant des vues de la ville, y compris les séries du Parlement et de Charing Cross Bridge. Dans son atelier à Giverny, Monet terminera un bon nombre de peintures qu'il avait entamées à Londres.

## La série
| Tableau                                                                                   | Titre                                                    | Date                 | Dimensions                       | Lieu d’exposition                                                                         | Pays       | Catalogue raisonné         |
| ----------------------------------------------------------------------------------------- | -------------------------------------------------------- | -------------------- | -------------------------------- | ----------------------------------------------------------------------------------------- | ---------- | -------------------------- |
| Peintures à l'huile sur toile :                                                           |                                                          |                      |                                  |                                                                                           |            |                            |
|                                                                                           | Londres, Waterloo Bridge                                 | 1900                 | 65 × 93 cm                       | Santa Barbara Museum of Art                                                               | États-Unis | W 1555                     |
|                                                                                           | Waterloo Bridge, temps couvert                           | 1900                 | 65 × 100 cm                      | Hugh Lane Municipal Gallery, Dublin                                                       | Irlande    | W 1556                     |
|                                                                                           | Waterloo Bridge, temps gris                              | 1900                 | 65,5 × 92,5 cm                   | Institut d'Art de Chicago                                                                 | États-Unis | W 1557                     |
|                                                                                           | Waterloo Bridge, temps gris                              | 1900                 | 65 × 100 cm                      | Collection privée                                                                         |            | W 1558                     |
|                                                                                           | Waterloo Bridge, matin brumeux                           | 1901                 | huile sur toile 65,5 × 100 cm    | Musée d'art de Philadelphie                                                               | États-Unis | W 1559                     |
| "Waterloo Bridge, matin brumeux" (1902) de Claude Monet (W1560)                           | Waterloo Bridge, matin brumeux                           | 1902                 | 65 × 100 cm                      | Kunsthalle de Hambourg                                                                    | Allemagne  | W 1560                     |
|                                                                                           | Waterloo Bridge, temps gris                              | 1901-1903            | 65 × 100 cm                      | musée d'Ordrupgaard (Charlottenlund, env. Copenhague)                                     | Danemark   | W 1561                     |
| "Waterloo Bridge, Grey Weather" (1903) by Claude Monet - Kunstmuseum Bern (W 1562)        | Waterloo Bridge, temps gris                              | 1903                 | 65 × 101,5 cm                    | Kunstmuseum Bern, collection Cornelius Gurlitt                                            | Suisse     | W 1562                     |
| "Waterloo Bridge, temps couvert" (1904) de Claude Monet (W 1563)                          | Pont de Waterloo, temps couvert                          | 1904                 | 65 × 100 cm                      | Collection particulière, vente Christie's 2007                                            |            | W 1563                     |
|                                                                                           | Waterloo Bridge, le point du jour                        | 1904                 | 66 × 102 cm                      | National Gallery of Art, Washington, Collection de Mr. & Mme. Paul Mellon                 | États-Unis | W 1564                     |
|                                                                                           | Waterloo Bridge, effet de soleil                         | 1903                 | 63,5 × 98,5 cm                   | Denver Art Museum                                                                         | États-Unis | W 1565                     |
|                                                                                           | Waterloo Bridge, effet de soleil avec fumées             | 1903                 | 65 × 100 cm                      | Musée d'Art de Baltimore (Baltimore, Maryland)                                            | États-Unis | W 1566                     |
|                                                                                           | Pont de Waterloo, Effet de lumière du soleil             | 1903                 | 73 × 98 cm                       | Milwaukee Art Museum (Wisconsin)                                                          | États-Unis | W 1567                     |
|                                                                                           | Waterloo Bridge                                          | 1903                 | 65 × 92 cm                       | Worcester Art Museum (Worcester, Massachusetts)                                           | États-Unis | W 1568                     |
|                                                                                           | Waterloo Bridge, temps gris                              | 1903                 | 65 × 100 cm                      | National Gallery of Art, Chester Dale Collection (Washington)                             | États-Unis | W 1569                     |
|                                                                                           | Waterloo Bridge, temps gris, fumées                      | 1904                 | 65 × 100 cm                      | Collection privée                                                                         |            | W 1570                     |
|                                                                                           | Waterloo Bridge, temps gris                              | 1904                 | 65 × 92 cm                       | Collection privée                                                                         |            | W 1571                     |
|                                                                                           | Waterloo Bridge, le soleil dans le brouillard            | 1904                 | 73 × 92 cm                       | Collection privée                                                                         |            | W 1572                     |
|                                                                                           | Waterloo Bridge : soleil dans le brouillard              | 1903                 | 74 × 100 cm                      | Musée des beaux-arts du Canada (Ottawa)                                                   | Canada     | W 1573                     |
|                                                                                           | Waterloo Bridge                                          | 1899-1901            | 65 × 81 cm                       | Collection privée                                                                         |            | W 1574                     |
|                                                                                           | Waterloo Bridge, brouillard                              | 1899-1901            | 65 × 81 cm                       | Collection privée                                                                         |            | W 1575                     |
|                                                                                           | Waterloo Bridge                                          | 1899-1901            | 60 × 73 cm                       | Collection privée                                                                         |            | W 1576                     |
|                                                                                           | Waterloo Bridge, effet de soleil dans la brume           | 1902                 | 65 × 92 cm                       | Musée d'Art contemporain de Caracas Armando Reverón,                                      | Venezuela  | W 1577                     |
|                                                                                           | Waterloo Bridge                                          | 1899-1901            | 65 × 81 cm                       | Matsushita Museum of Art (Kirishima, Kagoshima)                                           | Japon      | W 1578                     |
|                                                                                           | Waterloo Bridge                                          | 1899-1901            | 65 × 81 cm                       | Collection privée                                                                         |            | W 1579                     |
|                                                                                           | Waterloo Bridge, effet de brouillard                     | 1903                 | 65 × 101 cm                      | Musée de l'Ermitage (Saint-Pétersbourg)                                                   | Russie     | W 1580                     |
|                                                                                           | Waterloo Bridge                                          | 1902                 | 65 × 100 cm                      | Kunsthaus de Zurich                                                                       | Suisse     | W 1581                     |
|                                                                                           | Waterloo Bridge, effet de brume                          | 1904                 | 65 × 100 cm                      | Collection privée, vente Christie's 2022                                                  |            | W 1582                     |
|                                                                                           | Waterloo Bridge, effet rose                              | 1904                 | 65 × 93 cm                       | National Gallery of Art, collection of Paul Mellon (Washington)                           | États-Unis | W 1583                     |
|                                                                                           | Waterloo Bridge                                          | 1899-1901 (ou 1903?) | 65 × 81 cm                       | Lowe Art Museum, Université de Miami (Coral Gables, Floride)                              | États-Unis | W 1584                     |
| "Waterloo Bridge" (1899-1901) Claude Monet (W 1585)                                       | Waterloo Bridge                                          | 1899-1901            | 65 × 100 cm                      | Collection privée, vente Sotheby's 2006                                                   |            | W 1585                     |
|                                                                                           | Waterloo Bridge, effet de soleil                         | 1903                 | 66 × 101 cm                      | Institut d'Art de Chicago                                                                 | États-Unis | W 1586                     |
|                                                                                           | Waterloo Bridge, effet de soleil                         | 1903                 | 65 × 100 cm                      | McMaster Museum of Art , Hamilton (Ontario)                                               | Canada     | W 1587                     |
|                                                                                           | Waterloo Bridge, effet de soleil                         | 1903                 | 65 × 100 cm                      | Carnegie Museum of Art (Pittsburgh) ,                                                     | États-Unis | W 1588                     |
|                                                                                           | Waterloo Bridge, effet de soleil                         | 1903                 | 65 × 100 cm                      | Collection privée                                                                         |            | W 1589                     |
|                                                                                           | Waterloo Bridge, soleil voilé                            | 1903                 | 65 × 100 cm                      | Memorial Art Gallery de l'Université de Rochester                                         | États-Unis | W 1590                     |
| "Waterloo Bridge, soleil voilé" (1903) de Claude Monet (W 1591)                           | Waterloo Bridge, soleil voilé                            | 1903                 | 65 × 100 cm                      | Collection privée, vente Christie's 2022 : The Paul G. Allen Collection - Part 1          |            | W 1591                     |
| "Waterloo Bridge, effet de brouillard" (1903) de Claude Monet (W 1592)                    | Waterloo Bridge, effet de brouillard                     | 1903                 | 65 × 100 cm                      | Collection privée, vente Christie's 2021                                                  |            | W 1592                     |
|                                                                                           | Waterloo Bridge, effet de soleil                         | 1899-1901            | 65 × 100 cm                      | Fondation et Collection Emil G. Bührle, prêté au Kunsthaus de Zurich                      | Suisse     | W 1593                     |
|                                                                                           | Waterloo Bridge                                          | 1902                 | 66 × 100 cm                      | Musée national de l'art occidental (Tokyo)                                                | Japon      | W 1594                     |
|                                                                                           | Waterloo Bridge, brouillard                              | 1903                 | 65 × 100 cm                      | Collection privée                                                                         |            | W 1595                     |
|                                                                                           |                                                          |                      |                                  |                                                                                           |            |                            |
| Dessins aux pastels :                                                                     |                                                          |                      |                                  |                                                                                           |            |                            |
|                                                                                           |                                                          |                      |                                  |                                                                                           |            |                            |
| "Londres, Waterloo Bridge" (1900 ou 1901) pastel de Claude Monet (W P89)                  | Londres, Waterloo Bridge                                 | 1900-1901            | pastel sur papier 31 × 39 cm     | Collection privée                                                                         |            | W P 89                     |
|                                                                                           | Waterloo Bridge                                          | 1900-1901            | pastel sur papier 31 × 39 cm     | Collection privée                                                                         |            | W P 90                     |
|                                                                                           | Waterloo Bridge                                          | 1900-1901            | pastel sur papier 30 × 46 cm     | Collection privée, vente Sotheby's 2019                                                   |            | W P 91                     |
|                                                                                           | Waterloo Bridge                                          | 1900-1901            | pastel sur papier 31 × 48 cm     | Collection privée                                                                         |            | W P 92                     |
|                                                                                           | Waterloo Bridge                                          | 1900-1901            | pastel sur papier 30 × 47 cm     | Musée Marmottan (Paris)                                                                   | France     | W P 93                     |
| "Waterloo Bridge" (1900 ou 1901) pastel de Claude Monet (W P94)                           | Waterloo Bridge                                          | 1900-1901            | pastel sur papier 32,5 × 49 cm   | Collection privée                                                                         |            | W P 94                     |
|                                                                                           | Waterloo Bridge                                          | 1900-1901            | Pastel sur papier 31 × 50 cm     | National Gallery of Art, Florian Carr Fund (Washington)                                   | États-Unis | W P 95                     |
|                                                                                           | Waterloo Bridge                                          | 1900-1901            | pastel sur papier 30,5 × 44 cm   | Collection privée                                                                         |            | W P 96                     |
|                                                                                           | Waterloo Bridge                                          | 1900-1901            | pastel sur papier 31 × 47 cm     | Collection privée                                                                         |            | W P 97                     |
| "Waterloo Bridge"(1901), pastel on paper, by Claude Monet - von der Heydt-Museum (W P 98) | Waterloo Bridge                                          | 1900-1901            | pastel sur papier 31 × 48 cm     | von der Heydt-Museum (Wuppertal)                                                          | Allemagne  | W P 98                     |
| "Waterloo Bridge" (1901) pastel on paper - Claude Monet (W P 99)                          | Waterloo Bridge                                          | 1900-1901            | pastel sur papier 31,2 × 48,3 cm | Collection privée, vente Christie's 2017                                                  |            | W P 99                     |
|                                                                                           | Waterloo Bridge dit aussi: Le Pont de Waterloo à Londres | 1899-1901            | pastel sur papier 31,3 × 48,5 cm | Musée d'Orsay (Paris)                                                                     | France     | W P 100                    |
|                                                                                           | Waterloo Bridge                                          | 1901                 | pastel sur papier 30,5 × 48 cm   | collection Triton Foundation, volé en 2012 au Kunsthal, de Rotterdam, probablement brûlé. | Pays-Bas   | W P 101,                   |
| "Waterloo Bridge" (1900 ou 1901) pastel de Claude Monet (W P102)                          | Waterloo Bridge                                          | 1900-1901            | pastel sur papier 37 × 52 cm     | Collection privée                                                                         |            | W P 102                    |
|                                                                                           | Waterloo Bridge, brouillard                              | 1900-1901            | pastel sur papier 30,5 × 48 cm   | Collection privée, vente Sotheby's 2014                                                   |            | W P 103                    |
|                                                                                           |                                                          |                      |                                  |                                                                                           |            |                            |
|                                                                                           | Waterloo Bridge, les barques sur la Tamise               | 1902                 | pastel sur papier 30 × 45 cm     | Collection privée                                                                         |            | W P 105 ,                  |
|                                                                                           |                                                          |                      |                                  |                                                                                           |            |                            |
| Les pastels du catalogue raisonné révisé :                                                |                                                          |                      |                                  |                                                                                           |            |                            |
|                                                                                           |                                                          |                      |                                  |                                                                                           |            |                            |
| "Waterloo Bridge" (1900-1901) pastel par Claude Monet                                     | Waterloo Bridge                                          | 1900 ou 1901         | pastel ? × ?cm                   | Collection privée                                                                         |            | Catalogue raisonné digital |
| "Waterloo Bridge" (1900-1901) pastel de Claude Monet                                      | Waterloo Bridge                                          | 1900 ou 1901         | pastel sur papier 31 × 48 cm     | Collection privée                                                                         |            | Catalogue raisonné digital |

## Influence sur d'autres peintres
- André Derain, a peint une remarquable version fauviste du Pont de Waterloo en 1906, qui se trouve au Musée Thyssen-Bornemisza à Madrid[66].
- Émile Claus, un peintre luministe flamand réfugié à Londres pendant la Première Guerre mondiale, a peint une série de tableaux du pont de Waterloo entre 1916 et 1918 qui sont clairement influencés par Monet. Ils font partie d'une plus grande série de "réflexions sur la Tamise".

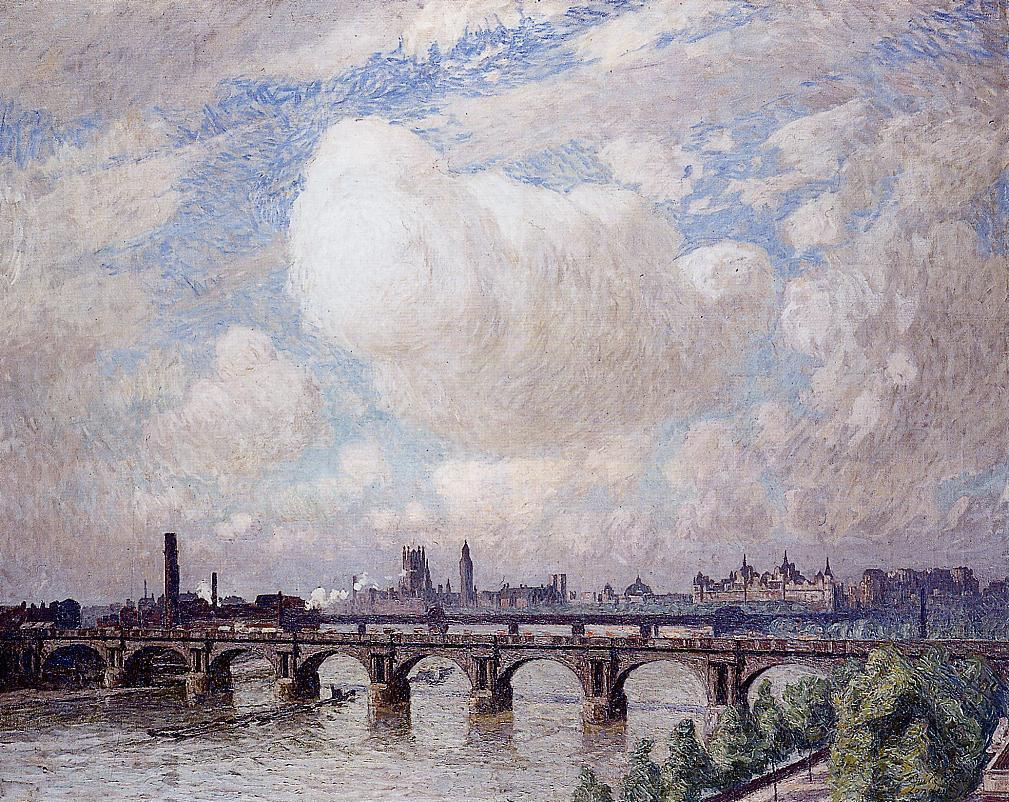
Waterloo Bridge in the Sun (1916) par Émile Claus, collection privée
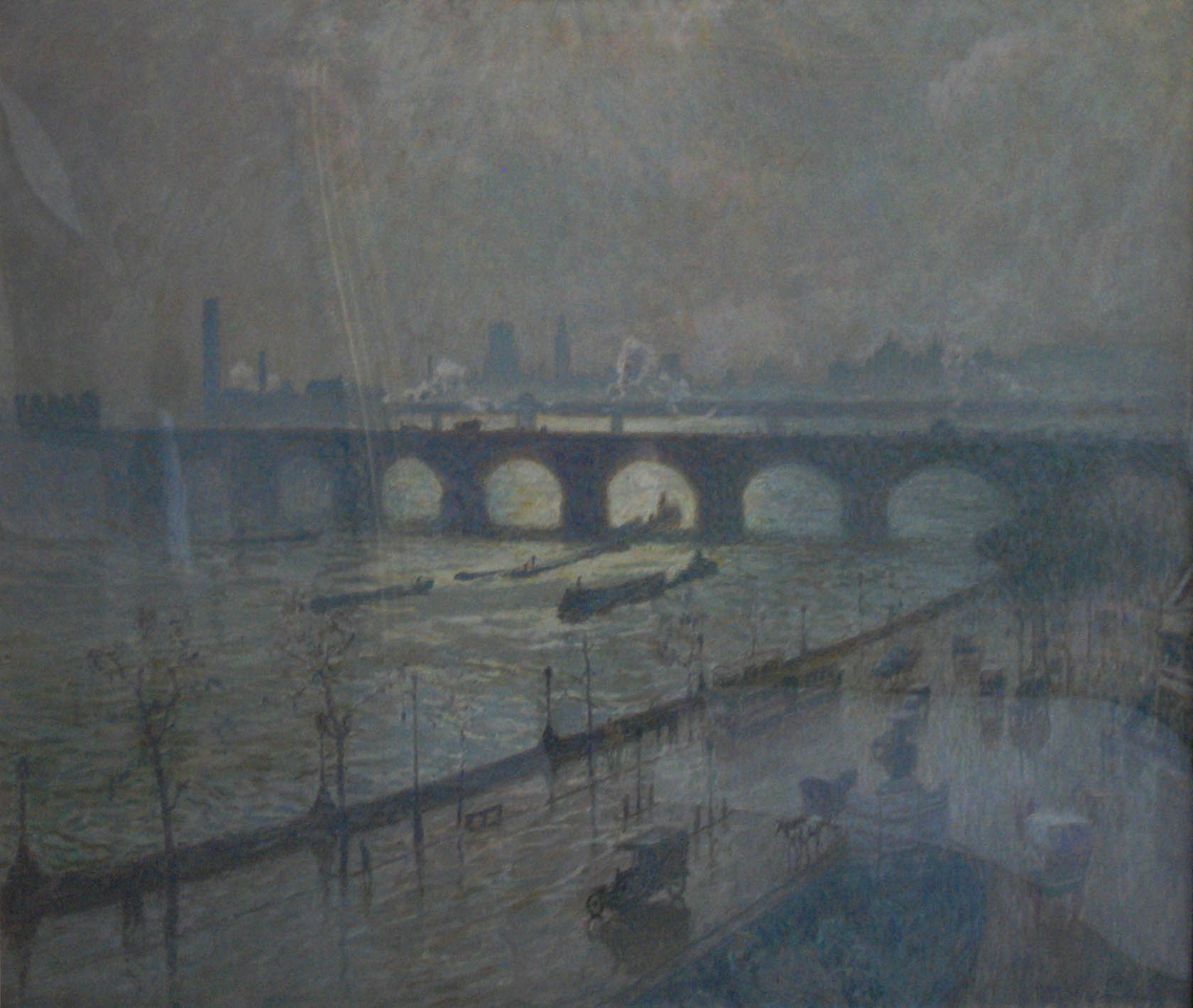
Waterloo Bridge, sun and rain (1916) par Émile Claus - Musées royaux des Beaux-Arts de Belgique (inv. 4298)
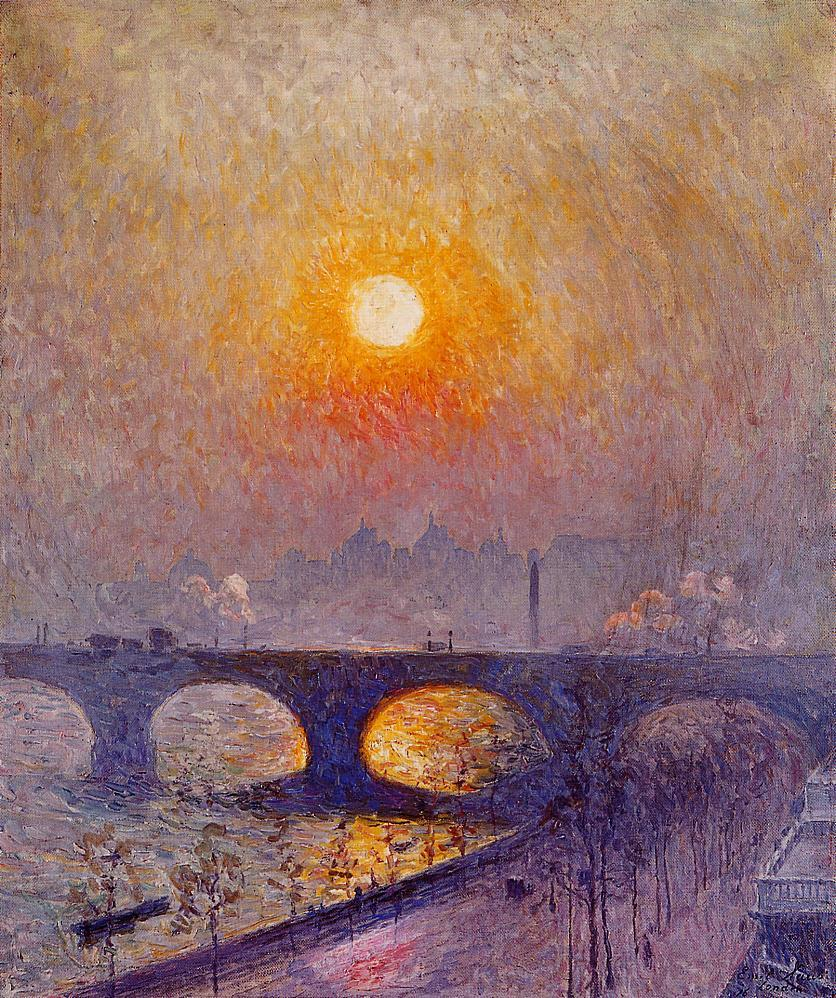
Sunset over Waterloo Bridge (1916) par Émile Claus, collection privée
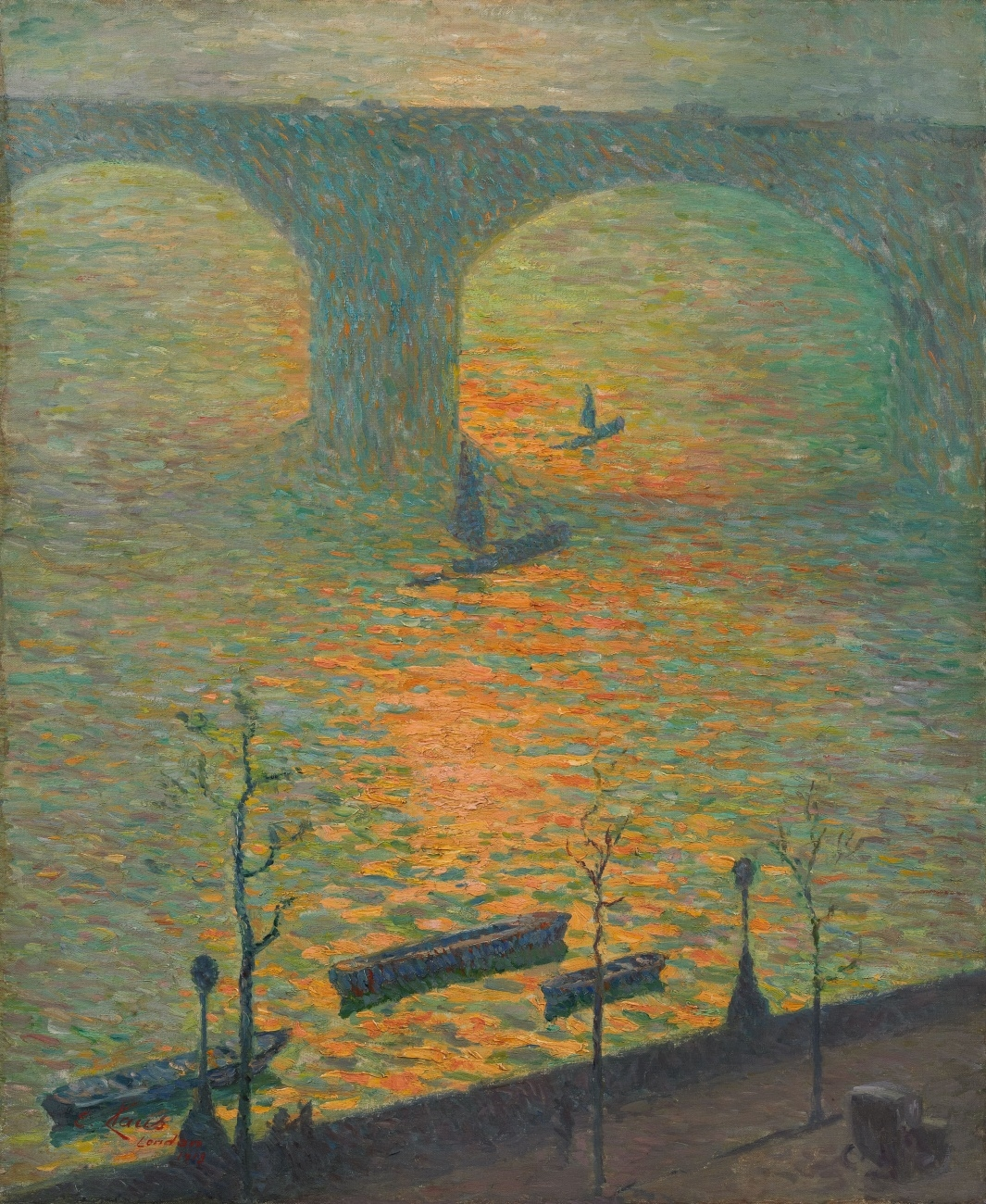
London (Waterloo Bridge) (1918) par Émile Claus, collection privée
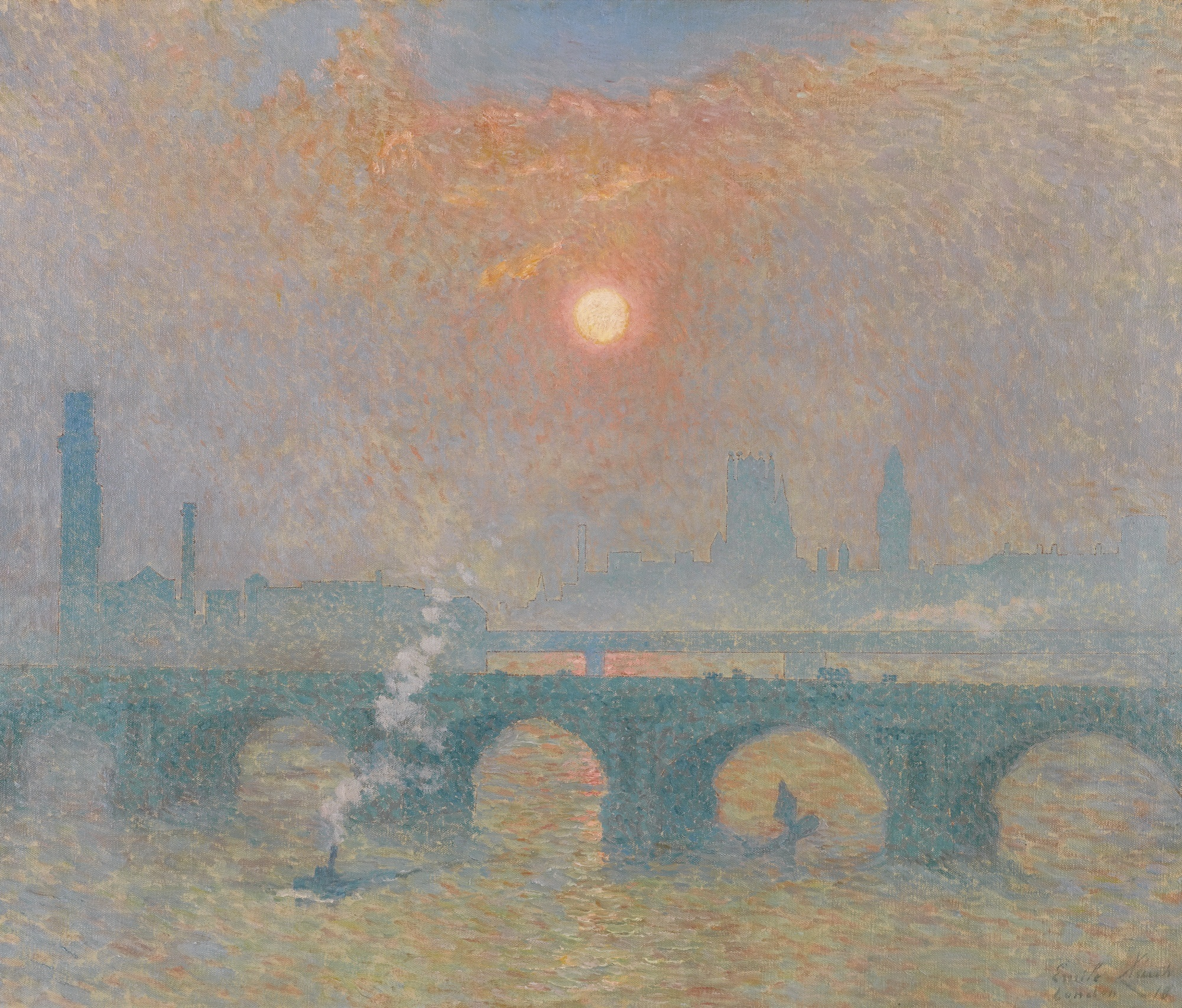
Waterloo Bridge, London (1918) par Émile Claus, collection privée